# Kauslunde
Kauslunde är en tätort i Middelfarts kommun i Region Syddanmark i Danmark. Tätorten har 504 invånare (2024). Den ligger på Fyn, cirka 5 kilometer sydost om Middelfart.